# Lyncestis lativitta
Lyncestis lativitta là một loài bướm đêm trong họ Erebidae.